# Südafrikanische Fußballnationalmannschaft (U-20-Männer)
Die südafrikanische U-20-Fußballnationalmannschaft ist eine Auswahlmannschaft südafrikanischer Fußballspieler. Sie unterliegt der South African Football Association und repräsentiert sie international auf U-20-Ebene, etwa in Freundschaftsspielen gegen die Auswahlmannschaften anderer nationaler Verbände oder bei U-20-Afrikameisterschaften und U-20-Weltmeisterschaften.
Die Mannschaft nahm bislang an zwei WM-Endrunden teil. Nachdem sie 1997 in der Vorrunde ausgeschieden war, erreichte sie 2009 das Achtelfinale, das sie jedoch in der Verlängerung gegen den späteren Weltmeister Ghana verlor.
1997 verlor sie im Finale der Afrikameisterschaft gegen Marokko, 2009 erreichte sie den vierten Platz.
2015 gewann die Mannschaft den GUS-Pokal.

## Teilnahme an U-20-Weltmeisterschaften
| 1977 | nicht teilgenommen |
| 1979 | nicht teilgenommen |
| 1981 | nicht teilgenommen |
| 1983 | nicht teilgenommen |
| 1985 | nicht teilgenommen |
| 1987 | nicht teilgenommen |
| 1989 | nicht teilgenommen |
| 1991 | nicht teilgenommen |
| 1993 | nicht teilgenommen |
| 1995 | nicht qualifiziert |
| 1997 | Vorrunde           |
| 1999 | nicht qualifiziert |
| 2001 | nicht qualifiziert |
| 2003 | nicht qualifiziert |
| 2005 | nicht qualifiziert |
| 2007 | nicht qualifiziert |
| 2009 | Achtelfinale       |
| 2011 | nicht qualifiziert |
| 2013 | nicht qualifiziert |
| 2015 | nicht qualifiziert |
| 2017 | Vorrunde           |
| 2019 | Vorrunde           |
| 2023 | nicht qualifiziert |
| 2025 | qualifiziert       |

## Teilnahme an U-20-Afrikameisterschaften
| 1979 | nicht teilgenommen |
| 1981 | nicht teilgenommen |
| 1983 | nicht teilgenommen |
| 1985 | nicht teilgenommen |
| 1987 | nicht teilgenommen |
| 1989 | nicht teilgenommen |
| 1991 | nicht teilgenommen |
| 1993 | nicht teilgenommen |
| 1995 | nicht qualifiziert |
| 1997 | 2. Platz           |
| 1999 | nicht qualifiziert |
| 2001 | Vorrunde           |
| 2003 | Vorrunde           |
| 2005 | nicht qualifiziert |
| 2007 | nicht qualifiziert |
| 2009 | 4. Platz           |
| 2011 | Vorrunde           |
| 2013 | nicht qualifiziert |
| 2015 | Vorrunde           |
| 2017 | 4. Platz           |
| 2019 | 3. Platz           |
| 2021 | nicht qualifiziert |
| 2023 | nicht qualifiziert |
| 2025 | Afrikameister      |